# Amenemopet (pharaon)
Aménémopé
Pour les articles homonymes, voir Amenemopet.
Amenemopet, ou Aménémopé, est un pharaon de la XXIe dynastie de Tanis, qui règne d'environ 991 à 981 avant notre ère,. Il succède à Psousennès Ier, qui est probablement son père, et précède Osorkon l'ancien, un souverain d'origine libyenne qui accède au trône dans des circonstances inconnues.

## Généalogie
Amenemopet est peut-être le fils de Psousennès Ier, mais cela n'est pas certain.
Son deuxième successeur après Osorkon l'ancien est Siamon. Les origines de Siamon sont inconnues, mais il semble s'inscrire dans la lignée des rois tanites. Il est peut-être tout simplement le fils de Amenemopet.

## Règne
Amenemopet, qui succède au long règne de Psousennès Ier, est un roi assez obscur. Il est peut-être son fils, mais ce n'est pas certain. L'analyse de sa momie montre qu'il a vécu âgé, ce qui expliquerait la brièveté de son règne (car il aurait donc accédé au trône assez tard dans sa vie eu égard à la longue durée du règne de son prédécesseur). Manéthon l'appelle Amenophthis et lui accorde neuf ans de règne. La documentation contemporaine semble confirmer cette durée, la plus haute date conservée étant l'an 8.
Aucun évènement ayant marqué son règne n'est connu, mais son nom a été trouvé un peu partout en Égypte : à Tanis, où des décorations de plusieurs temples portent son nom ; près de Memphis, et en particulier à Gizeh, où il a fait poursuivre la décoration de la chapelle d'Isis, la Dame des pyramides, qui avait été initiée sous Psousennès Ier ; à Karnak, dans l'enceinte de Mout, où des sphinx à tête de bélier sont gravés à son nom.
Le frère de Psousennès Ier, le grand prêtre d'Amon Menkhéperrê, semble avoir survécu de peu à son frère. Son fils Nesbanebdjed II (ou Smendès II) lui succède pour une courte durée. En effet, dès l'an 3 du règne d'Amenemopet, son frère Pinedjem II devient grand prêtre d'Amon, et le reste jusqu'au règne de Siamon. Il semble qu'à partir du règne d'Amenemopet, l'influence des grands prêtres d'Amon diminue tandis que celle des rois tanites augmente.

### Corégence?
Certains érudits pensent qu'Amenemopet a régné en corégence avec son père supposé, Psousennès Ier. Cette corégence se justifierait par la découverte d'une bandelette de lin mentionnant un « ... roi Amenemopet, an 49... » et qui a été reconstituée comme suit : « [An 10 sous] le roi Amenemopet, an 49 [sous le roi Psousennès Ier] ». L'égyptologue Kenneth Kitchen mentionne en outre le papyrus Brooklyn 16.205, qui parle d'une année 49 suivie d'une année 4. On pensait autrefois qu'il se référait à Sheshonq III et à Pamy Ier, mais on l'a plus récemment associé à Psousennès Ier et à Amenemopet.
Mais cette année 49 pourrait en fait se rapporter au grand prêtre d'Amon Menkhéperrê plutôt qu'à Psousennès Ier, qui continuerait d'utiliser le comput d'années de Psousennès Ier, même après son décès. Car Menkhéperrê est devenu grand prêtre d'Amon peu de temps avant le couronnement de Psousennès Ier, ce qui excluerait la corégence entre Pousennès Ier et Amenemopet. Cette hypothèse est rejetée par Kenneth Kitchen, qui soutient toujours l'idée d'une corégence.

## Sépulture
La tombe d'Amenemopet a été retrouvée à côté d'autres tombes royales dans la nécropole royale de Tanis. C'est la quatrième qui a été mise au jour par la mission archéologique française de Tanis dirigée par l'égyptologue Pierre Montet. Le tombeau s'avéra vide de son contenu précieux. Il ne contenait plus qu'un sarcophage externe en quartzite, décoré au nom du roi tanite et dont le couvercle en granit avait été taillé dans une architrave de l'Ancien Empire.
La tombe voisine de son prédécesseur Psousennès Ier a néanmoins livré un second sarcophage, intact, au nom d'Amenemopet. Le tombeau avait donc été partiellement pillé, et le roi enterré à nouveau, cette fois dans le caveau prévu initialement pour sa mère Moutnedjemet, à côté de la tombe de son père. Le sarcophage du roi avait été épargné et a livré un mobilier funéraire assez riche, composé d'un masque en or et de nombreux bijoux qui protégeaient une momie réduite à l'état de squelette. Le sarcophage interne en bois a disparu, rongé par l'humidité du sous-sol ; seules les parties recouvertes d'or subsistaient. Il a cependant été possible de restaurer le masque du sarcophage, aux yeux en obsidienne et orné d'un uræus royal en or incrusté de cornaline et de lapis lazuli. La tête de la momie était protégée par un masque funéraire en or.
Le caveau a aussi livré une collection d'ustensiles et de vaisselle en or et en argent. Certains sont des chefs-d'œuvre du genre, témoignant de la maîtrise des artisans de la XXIe dynastie. La tombe contenait également les vases canopes ainsi que de nombreux ouchebtis au nom du jeune pharaon.

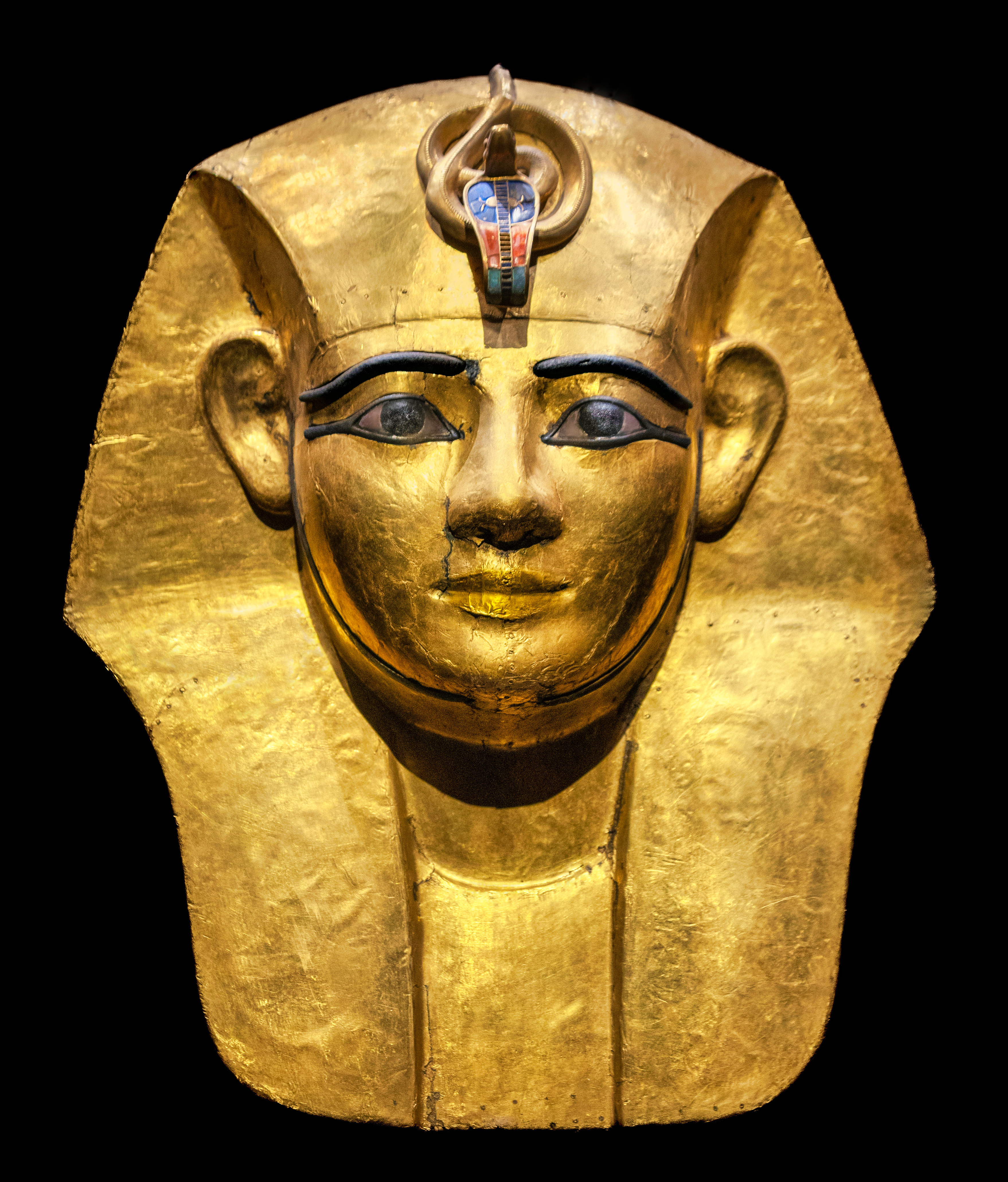
Masque du sarcophage interne d'Amenemopet.
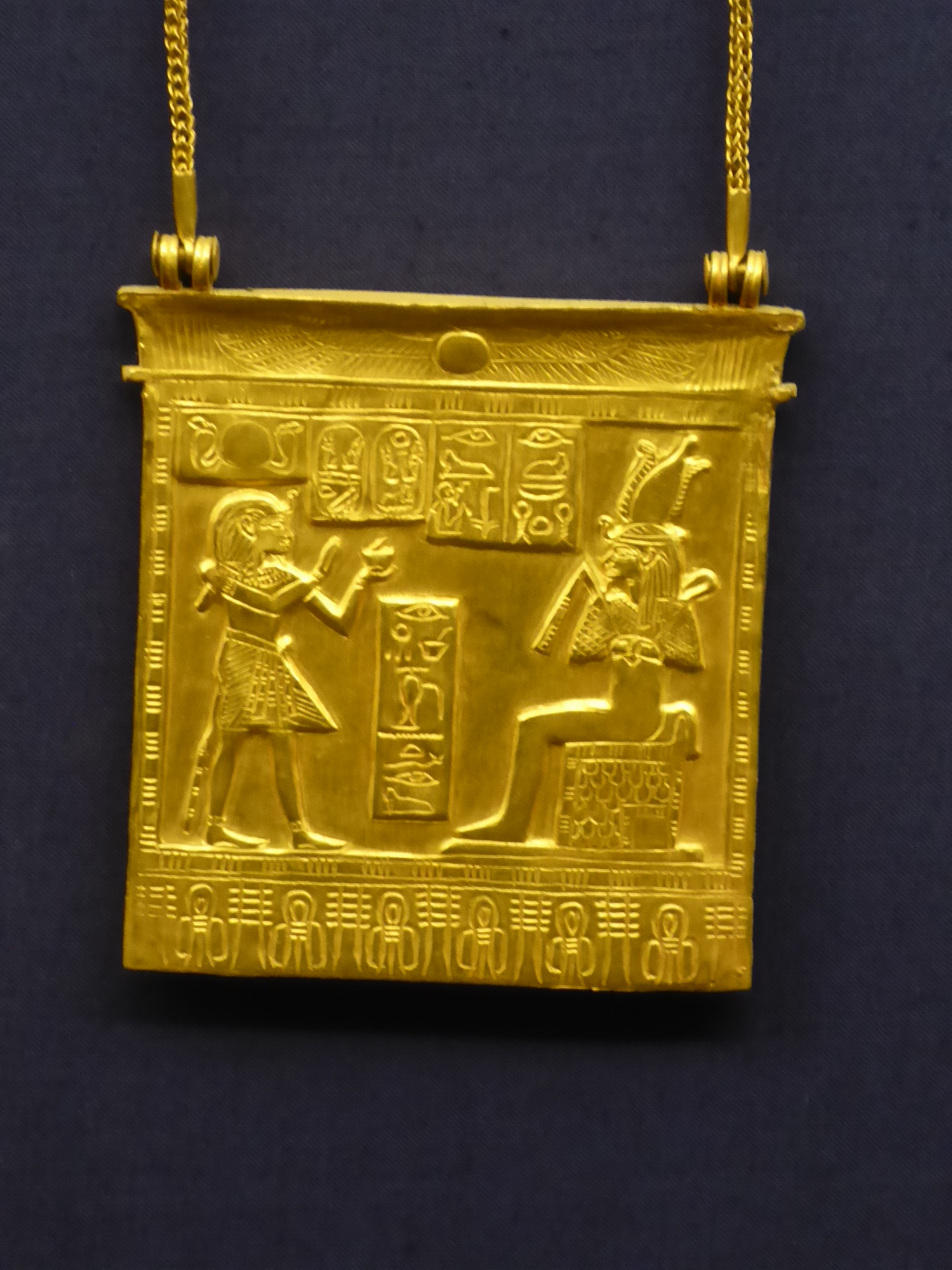
Pectoral en or d'Amenemopet le représentant devant Osiris.
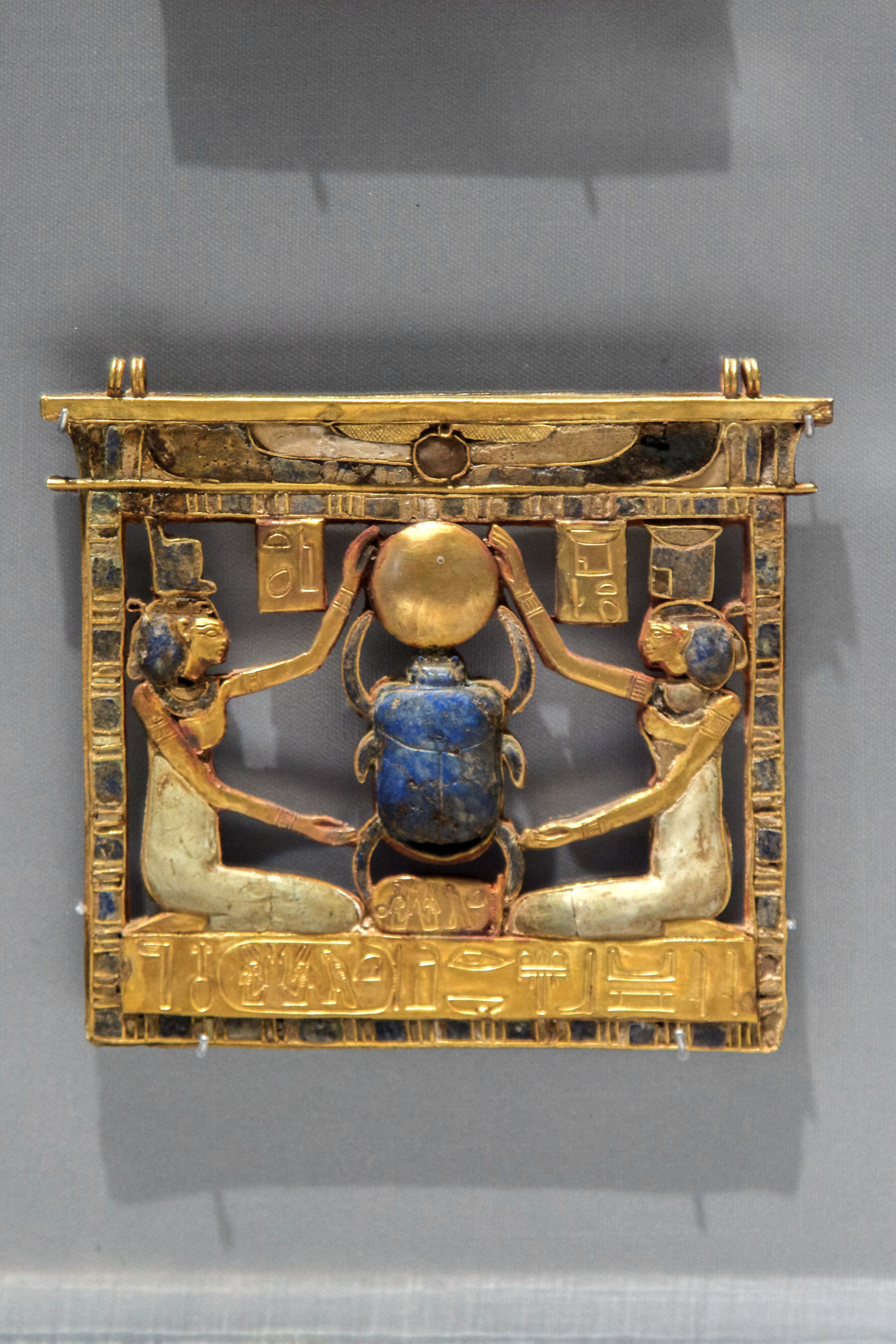
Pectoral d'Amenemopet en lapis-lazuli et or représentant Isis et Nephtys
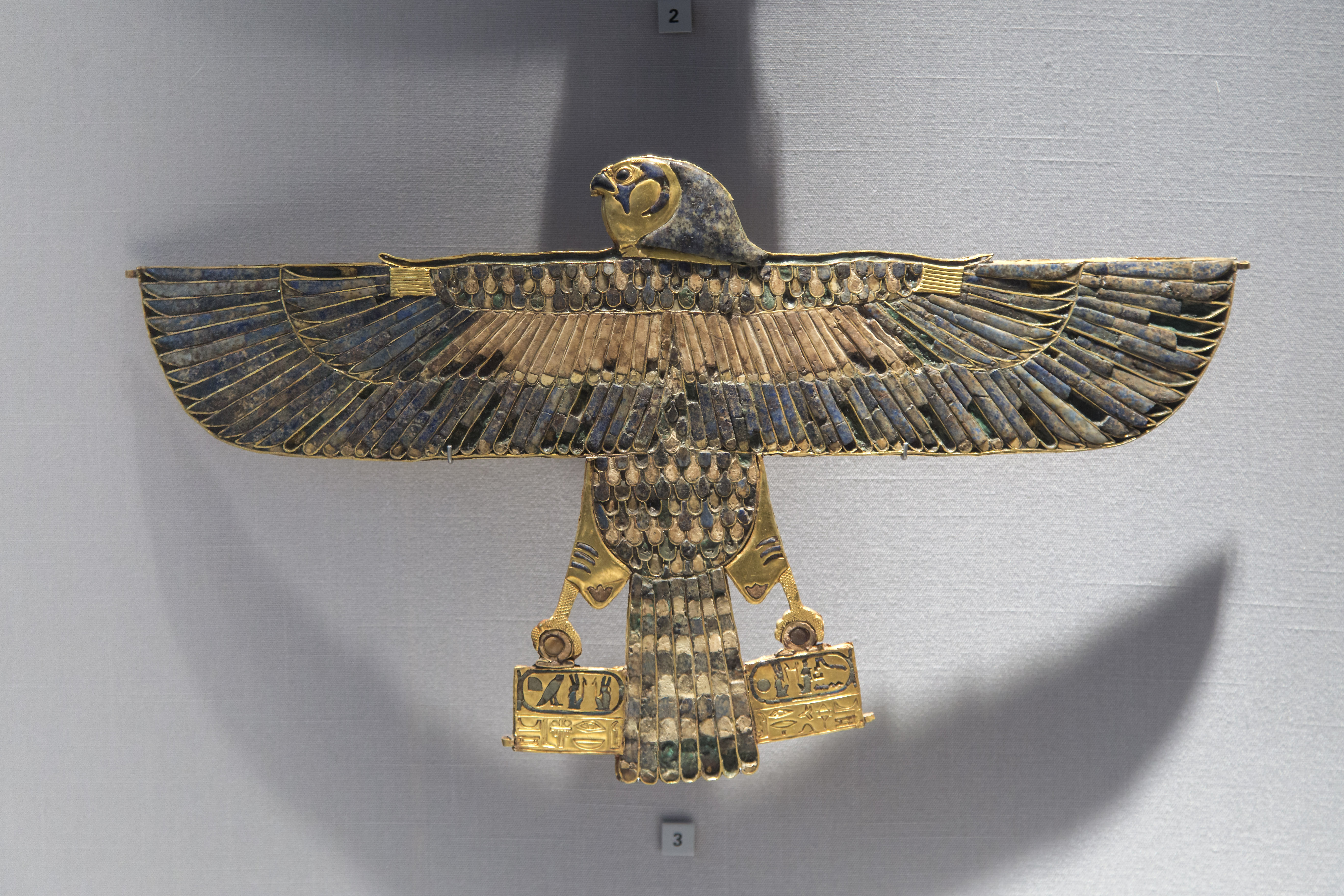
Amulette du faucon volant d'Amenemopet